# Midnight Club II
『Midnight Club II』（ミッドナイトクラブツー）とは、ミッドナイトクラブシリーズ2作目である。ロックスター・サンディエゴが開発アメリカのロックスター・ゲームスが発売したPlayStation 2、Xbox、パーソナルコンピュータ向けのレースゲームである。通称『MC2』。

## 概要
1作目が日本でも発売されたミッドナイトクラブシリーズの第2作目。人を轢き殺したり、物を破壊するなどの派手なアクションが特徴である。特に、物の破損表現は極めてリアルである。そのため、本シリーズ中最も過激な内容となっている。SteamとPlayStation 3でも配信されている。Steam版は日本でも購入・プレイ可能だったが、ロックスターゲームスの都合により販売が終了している。

## ゲームモード
（出典）
- キャリアモード

ライバルを倒し、新しい車・街・機能が増えていく。アーケードモードと違い、タイミング良く交差点から車が飛び出してきたり、トラックが事故を起こして炎上していたりする。
- アーケードモード

アーケードスタイルのモード。街を走るだけのクルーズモード、コンピュータと対戦するサーキットモード、フラッグ・デトネータ（爆弾）を獲得し、チェックポイントに持って行った回数をコンピュータと競うバトルモード、過去にキャリアモードで倒したライバルと再戦可能なキャリアモード、レースエディタで作ったコースを使うレースエディタモードがある。
- レースエディタモード

自分だけの走行ルートを制作するモード。
- オンライン対戦

インターネット回線、LANを使用し、対人レースをする。

## 登場コース・車種

### コース
- アメリカ・ロサンゼルス[7]

アメリカの実在する都市、ロサンゼルスを再現。大きな「HOLLYWOOD」の文字が目立つ。ガソリンスタンドが多数あり、突っ込むと車が一瞬で爆発・全壊する。
- フランス・パリ

芸術の都、パリを再現。凱旋門、エッフェル塔といった観光名所やカタコンベ（地下墓所）等も再現。
- 日本・東京都[8]

日本の首都である東京を再現。東京タワー、首都高速道路、浅草、渋谷、築地などが再現されている。
実在企業の看板や商標などが完全に削除されており、かわりにゴシック体を主体に日本語の「ホテル」、「居酒屋」、「マーケット」など一般名詞の看板が並んでいる。
東京都のコースでは、歩行者や警察官の会話も日本語になっている。

### 車種
車は全て架空である（実車がモデルとなっている）。タコメーターの最大スケールは7000（レッド6000～）、9000（レッド8000～）、10000（レッド9000～）、15000（レッド13000～）の4種類。
ただ、各車のチューニングパーツのブランドは実在する（TENZO RACING、STILLEN、AEM、ENKEI等）。
初めはCocotteしか選択できず、新車を手に入れるにはキャリアモードでライバルに勝つ必要がある。
以下、括弧内に読み方を記載。アルファベット順。
- 1971 Bestia（ベスティア）

いわゆる往年の「アメ車」（もしくはマッスルカー）。リアタイヤが大きいためバーンナウトしてから発進するとウイリーする。モデルはポンティアック・GTO。名前は「1971」だが、モデルとなった年式は1965～67年式である。
- Alarde（アラルデ）

Alardeとは、スペイン語で「誇示」を意味する。
欧州製小型軽量スポーツカー。モデルはロータス・エリーゼ フェイズ2。9000回転スケールのメーターを使用している。
- Boost（ブースト）

扱いやすい性能のコンパクトカー。モデルはフォード・プーマ。
- Bryanston V（ブライアンストンV）

高性能なホットハッチ。ローギアは加速重視のギアレシオになっている。モデルはフォード・エスコート・コスワース。
- Citi（シティ）

オーソドックスなFFスポーツクーペ。モデルはEJ1/EJ2型ホンダ・シビッククーペ。7000回転スケールのメーターを使用している。
- Citi Turbo（シティターボ）

ターボチューンを施した小型スポーツクーペ。モデルはEJ6/EJ7/EJ8/EM1型ホンダ・シビッククーペ。CitiのモデルであるEJ1/EJ2シビッククーペの後継。タコメーターが9000回転スケールである。
- Cocotte（ココット）

リアの大型スポイラー以外はいたって普通の乗用車。初めはこの車にしか乗れない。このゲーム中、最も性能が低いが、上級プレーヤーはこれ1台でキャリアモードを制覇することも可能。モデルはフォード・シエラRSコスワース、全体はフォード・エスコートMk3、フロント周りはフォード・マスタングMk3。
- Cohete（コエーテ）

Coheteとは、スペイン語で「ロケット」を意味する。
スポーツバイク。モデルはホンダ・CBR929をベースに、複数の日本製オートバイが複合している。
- Emu（エミュ）

中型セダン車。加速は鈍いが変速比が高めに設定されており最高速度は240km/h近く出る。ギアチェンジが遅いため状況によっては大きなロスとなる。モデルはB5型前期フォルクスワーゲン・パサート。
- Fripon X（フリポンX）

Friponとは、フランス語で「いらずらっ子、腕白」を意味する。
スポーツコンパクトカー。モデルは1H型フォルクスワーゲン・ゴルフMk3。
- Interna（インテルナ）

Internaとは、イタリア語で「内側」を意味する。
ライトウェイトFRスポーツカー。モデルはホンダ・S2000。ルーフはS2000に設定されなかったハードトップである。
- Jersey XS（ジャージーXS）

大排気量のアメリカンスポーツカー。比較的加速重視な車である。モデルはダッジ・バイパーGTS-Rコンセプト。バイパーでは8LオーバーのV10エンジンを搭載しているが、エンジン音と回転数からJersey XSでは小さめのV8に変更されている。開発中のスクリーンショットでは排気管が実車と同じサイドパイプであったが、日本の車検対応仕様にも似たリア2本出し変更されている。
- Knight（ナイト）

高性能スポーツセダン。加速性能、最高速に加え、スタビリティにも優れる。モデルはCT9A型三菱・ランサーエボリューションVII。フロントバンパーはGC8型スバル・インプレッサWRX STi 22B-STiバージョン。ベースがFFであるためバーンナウト時は前輪駆動からとなる。
- L.A. Cop Car（ロサンゼルスコップカー）

ロサンゼルス市警のパトカー。大排気量高出力V8エンジン+ワイドレシオ4速ミッション。駆動方式がFRのため故にパワースライドを起こしやすい。バーンナウトしてから発進するとウイリーする。ロサンゼルスのサーキットレースを全てクリアすると獲得でき、アーケードモードで使用可能になる。モデルは2代目フォード・クラウンビクトリア ポリスインターセプター。
- Lusso XT（ルッソXT）

Lussoとは、イタリア語で「豪華」を意味する。
高級サルーン。旋回性能は全車中最も低い。モデルはJZS160系トヨタ・アリスト。
- Modo Prego（モド プレゴ）

唯一のRR車。モデルは996型ポルシェ・911。
- Monsoni（モンソーニ）

Monsoniとは、イタリア語でモンスーンを意味する「Monsone」の複数形である。
Coheteより高性能なスポーツバイク。モデルはドゥカティ・748
- Monstruo（モンストロ）

より高性能なスポーツクーペ。モデルはFD3S型後期マツダ・RX-7。
- Nousagi（ノウサギ）

本作中最も高性能なスポーツバイク。モデルはヤマハ・YZF-R1。
- Paris Cop Car（パリコップカー）

パリ市警のパトカー。小型のハッチバックボディに前輪駆動と高出力エンジンを組み合わせ、複雑な道路のパリでも速く走ることができる。パリのサーキットレースを全てクリアすると獲得でき、アーケードモードで使用可能になる。モデルはシトロエン・ZX。
- RSMC 15（アールエスエムシー15）

モデルはZ33型日産・フェアレディZ。ベースはZコンセプトに近い。
- Saikou（サイコウ）

モデルはJZA80型トヨタ・スープラ。
- Saikou XS（サイコウXS）

Saikouの高性能バージョン。モデルはJZA80型トヨタ・スープラ AbFlug S900コンプリートカー。フロントバンパーのみVeilsideのC-Ⅰ MODELがモチーフ。
- Schneller V8（シュネラーV8）

Schnellerとは、ドイツ語で「（速度、スピードが）より速い」を意味する。
高級サルーン。ハイスピードコーナリング時のロールが大きく、Lusso XT程ではないがアンダーステア気味。モデルはE38型BMW・740i。
- SLF450X（エスエルエフ450エックス）

ロケットエンジン搭載。ギアがLo/Hiの2段変速のため加速は多少遅い。ジャンプ時の飛距離は全車中最も伸びる。最後のパトカーを獲得時、同時に獲得可能。
- Stadt（シュタット）

Stadtとは、ドイツ語で「街」を意味する。
コンパクトなホットハッチ。モデルはルノー・クリオ・ルノー・スポール2.0 フェイズ1。外装はクリオV6に近い。バーンナウト時は前輪駆動からとなる。
- Tokyo Cop Car（東京コップカー）

警視庁のパトカー。日本では高速道路交通警察隊で使用されるクラスの車である。性能はパトカーの中で最も高く、普通に加速しても最高速は360km/h近くまで伸び、ニトロを併用すればリミッターまで達することも可能。旋回性能はそれなりにあるが、無理矢理曲げるとオーバーステアになり、スピンを誘発することもある。東京のサーキットレースを全てクリアすると獲得でき、アーケードモードで使用可能になる。キャリアモードでも、ケンイチの2回目のレースで乗ることができる（というより強制的に乗せられる）。両サイドには、警視庁とPOLICEのステッカーが貼ってあるが、実際のものと違い上下逆である。モデルはZ32型日産・フェアレディZ。
- Torque JX（トルクJX）

高出力エンジン搭載のスポーツカー。コーナリング性能は多少劣るが、加速力の高さとトップスピードの高さでカバー可能。モデルはBNR34型日産・スカイラインGT-R。フロントバンパーはVeilside製がモデルとなっている。
- Torrida（トリーダ）

小型スポーツクーペ。CitiとCiti Turboの中間的な性能を持つ。モデルはDC2型ホンダ・インテグラ。フロントは横長のヘッドライトのためJDM仕様になっている。
- Veloci（ヴェローチ）

最高速、加速、旋回性能のバランスが最も取れているスーパーカー。モデルはサリーン・S7。
- Victory（ヴィクトリー）

欧州製高級スポーツカー。モデルはアストンマーティン・V12ヴァンキッシュ。
- Vortex 5（ヴォルテックス5）

Vortexとは、英語で「渦巻き」「旋風」を意味する。
ミッドシップレイアウトの2シータースポーツカー。モデルはSW20型トヨタ・MR2。フロント周りはT230系トヨタ・セリカ。

### 一般車輌（一部）
- オペル・ベクトラ（5ドア）
- ゴミ収集車
- シボレー・オプトラ（セダン）
- スズキ・ワゴンR
- スマート
- ピアッジオ・ポーター
- トヨタ・グランドハイエース
- トヨタ・クラウンコンフォート（タクシー仕様）
- トヨタ・タコマ
- バス（三菱ふそう・エアロスター等）
- プジョー・206
- フォード・エクスプローラー
- ホンダ・アコード
- ホンダ・オデッセイ（北米向け車種。日本ではホンダ・ラグレイトとして販売していたモデル）
- ホンダ・シビック(日本ではES型ホンダ・シビックフェリオとして販売していたモデル)
- メルセデス・ベンツ・Eクラス（タクシー仕様）
- リンカーン・タウンカー（リムジン仕様）
- ルノー・エクスプレス
- 貨物自動車各種
- スバル・サンバー

## キャリアモードで登場するライバル達
各国1人ずつ、顔出ししないストリートレーサーがいる。

### ロサンゼルス
- Moses（モージズ）（キャラクターボイス（以下、CV）:Jordan Gelber）

一番初めに登場するライバル。彼がプレイヤーをストリートレースの世界にいざなう。Citiに乗っている。プレイヤーをBro（兄弟）と呼びフレンドリーに接してくる。かなりの巨漢で、体重は、280ポンド（127キロ）あるらしい（3回目の挑戦状ビデオより）。
- Steven（スティーヴン）（CV:Anslem Richardson）

モージズの次に登場するライバル。Emuに乗っている。ヘッドセットをいつも着けている。
- Angel（エンジェル）（CV:Adam Wyle）

スティーブンの次に登場するライバル。Internaに乗っている。有名な映画監督であるDiegoの息子でボンボン。
- Maria （マリア）（CV:Melissa Delaney DeValle）

Torridaに乗っている。ヒスパニック系であり、後述のHectorとは兄妹である。最初の挑戦状ビデオでは、チューインガムを噛んでいる。中学生のときからレースをしていたらしい。「idiota!」（スペイン語で「間抜け!」）という強い侮蔑語で相手（プレイヤー）を挑発するのがクセである。『Midnight Club 3:DUB Edition』にも同名のキャラクターがいるが、まったくの別人である。
- Diego（ディエゴ）（CV:John Doman）

姿はでていないストリートレーサー。Bestiaに乗る。Angelの父で映画監督。
- Gina （ジーナ）（CV:Leyna Weber）

Citi turboとCoheteに乗る女性。クラブでDJとして働いていて、いつもヘッドホンを首にぶら下げている。プレイヤーに負けた後は、さまざまな面でプレイヤーをアシストしてくれる。ナイスバディらしく、その性的な魅力で男たちの闘争心を萎えさせるという（公式ホームページから）。
- Hector （エクトル、ヘクター）（CV:Armando Riesco）

Monstruoに乗っている。強面でガッチリとした体型の持ち主。ヒスパニック系という設定で、Mariaの兄である。Mariaと同様にスペイン語混じりの英語を話す。外観に似合わず、家族思い。
- Dice（ダイス）（CV:Robert Jackson）

L.A.のチャンピオンドライバー。容姿はスキンヘッドにサングラス。Jersey XSに乗っている。

### パリ
- Blog （ブログ）（CV:Ritchie Coster）

世界的に有名なイギリス人のDJ。Ginaと同様に、ヘッドホンをぶら下げている。Boostに乗っている。
- Julie（ジュリー）（CV:Malaya Rivera Drew）・Jewel（ジュエル）（CV:Soledad Pertier）

姉妹の女性ストリートレーサー。Bryanston Vに乗っている。運転するのはJulieである。
- Primo（プリモ）（CV:Stelio Savante）

イタリア人で、F1ドライバー。最初は、Vortex 5に乗っているが、二回目のバトルではSchneller V8に乗っている。かなりせっかちで短気な性格。挑戦状ビデオでも「I don't have time to waste.（無駄な時間など無い）」と早口で言っている。
- Stephane（ステファン）（CV:Marc Forget）

Alardeに乗るイギリス人の男。いつもサングラスをかけているが、プレイヤーに負けた後のムービーではサングラスを外すため、素顔をみることができる。
- Ian（イアン）（CV:Marc Aden）

Fripon XとMonsoniに乗る男。『Midnight Club 3:DUB Edition』にも名前だけ登場する。
- Farid（ファリド）（CV:Hunter Platin）

アルジェリア人の男。Stadtに乗っている。
- Owen（オーウェン）（CV:Dominic Hawksley）

姿はでていないストリートレーサー。Victoryに乗っている。Faridの古くからの友人。
- Parfait （パルフェ）（CV:Sabrina Boudot）

パリの女性チャンピオンドライバー。Modo Pregoに乗っている。

### 東京
- Ricky（リッキー）（CV:Andrew Pang）

渋谷を拠点とするVortex 5に乗るアジア系の男。いかがわしいホステスバーを経営している。ケンイチとは親交があることからヤクザとの関係もある。このVoltex 5は本来ジーナがプレイヤーに渡されるはずの車であったが、非合法な手段で手に入れた。2回戦のレースではフライングスタートをする。
- Shing（シン）（CV:Burch Wang）

銀座を拠点とするRSMC 15に乗るアジア系の男。金持ちでボンボン。
- Ichiro （イチロー）（CV:Yasu Suzuki）

姿が出ていないストリートレーサー。Lusso XTに乗っている。Shingの友人。レースのカウントダウンの前に挑発してくることがある。
- Zen（ゼン）（CV:Yasu Suzuki）

皇居方面を拠点とするNousagiに乗る男。常にフルフェイスメットであるため素顔は不明。自らストリートレーサーの師匠であり、自分のことを「Sensei（先生）」と名乗っている。後述のKen'ichiに次いで多くの日本語を話しており、最初の挑戦状ビデオで「Hajime!（始め!）」と言い、レース中に空中を飛ぶと「俺は空飛ぶ、タカだぁ!」と叫ぶことがある。
- Haley（ヘイリー）（CV:Alissa Dean）

浅草方面を拠点とするアメリカ人女性。Saikouに乗る。自信家かつ男勝りな性格。男性に対して強気な態度を取る。
元々カリフォルニア出身だったが、輸入仕様の車やチューニングパーツの脆さに飽き飽きし、東京へと移った。
- Nikko（ニッコー）（CV:Charlee Chiv）

浅草方面を拠点とするknightに乗る男。サンバイザーを逆さに被っている。
第1戦でのスタート前に後ろの幹線道路を通過する緊急車両を追いかけると火災現場に辿り着く（普通にレースしても横目で見ることができる）。
- Ken'ichi（ケンイチ）（CV:Yoshi Amao）

新宿を拠点とする東京で2番目に速いヤクザ。Saikou XSに乗っている。リッキーとは関係があり、ジーナから借金を取り立てようとし、主人公と対決する。主人公を脅そうとセリフも過激なものが多い。ライバルのなかで最も多く日本語を話している。英語も話すが非ネイティブな発音である。
- Makoto（マコト）（CV:Ken Kensei）

東京のチャンピオンドライバー。Torque JXに乗っている。普段はビジネスマンであるが夜になると東京最速のストリートレーサーに変貌する。

### ワールドチャンピオン
- Savo（サヴォ）（CV:Alex Kroll）

最速のストリートレーサーで、Velociに乗っている。眼帯（アイパッチ）を右に着け、顔を縦断する長い縫い傷跡を持つ。この世界3大都市ストリートレース社会の覇者である。彼を倒すと世界最速となり、クリアとなる。最速と言われてはいるが、細かい点では一般車を避けきれずに衝突するなどの平凡なミスが目立ち、ポイントを押さえればさほど速い車でなくとも勝利することができる。国籍は不明だが、英語のほかスペイン語も話す（カウントダウンのときなど）。

## 警察
全シリーズにいる警察が登場する。しかし、簡単に振り切れる場合がほとんどである。

### マップの表示色と状態
- 青色or赤色の点灯状態で自車に向かっている - いわゆる「秘匿追尾」状態。一定距離引き離せば追尾を止める。追いつくと追跡される。
- 青色or赤色の点滅状態で自車に猛スピードで向かっている - 追跡されている。警察の近くで車が壊れると逮捕される。
- 青色or赤色の点灯状態で動かない - パトカーが壊れて走行不能になっている。

マップの周りが点滅しているときは自車を追跡しているが、点滅していないときはライバル車を追跡している。

## バトルモード
バトルモードではキャプチャ・ザ・フラッグ（Capture The Flug、旗取りゲーム）とデトネータ（Detonater、爆弾運び）がある。

### Capture The Flug
ルールは他車、相手チームより先に旗を取り、ゴールに持って行った数を競う。旗を所有している車はハンディキャップとして加速・最高速が鈍る（設定により無効にできる）。設定数誰かが持って行く、時間が切れると終了となる。車を当てると旗を横取りできる（旗が移動した直後は点滅しており、その間は取れない）。強くぶつかると旗を落としてしまう。また、旗を所有した状態で車が全壊する、落とされた旗の所有権が誰にも渡ることなく一定時間経過した場合は別の場所に旗が再配置される。

### Detonater
前者の旗が爆弾になっている。横取りが出来ず相手の車に強く当たって暴発させるしかない、持って行くとライバル車・相手チームの車が爆発、爆弾を所有している車へのハンディキャップとしてダメージを受けやすくなる点が追加されているという違いがある。時間切れまでスコアが取れずに終わってしまうことが多く、オンラインでは前者ほど多く使用されない。

## BGM
前作では、オリジナルの曲だったが、今作からライバルである「Need For Speed」シリーズの「EA TRAX」のように、洋楽アーティストの曲が収録されるようになった。また、ステージにより曲のジャンルには違いがあり、ロサンゼルスはヒップホップやプログレッシブハウス、パリはアシッド、ディスコハウス、東京は、テクノやプログレッシブトランスが選曲されている。
- 8-off Agallah - Midnight Club Theme
- 8-off Agallah - Ride out
- ACM - Elements of trance (DJ Kim Remix)
- Alpine Star - Jump jet
- Antenna - Round about midnight
- Art Of Trance - Blue owl
- Art Of Trance - Stealth
- Axus - When i fall in love
- BIPATH - Paranoize
- Blu Warta - Midnight club 2
- Blu Mar Ten - Home videos
- Blu Mar Ten - Simon and Lisa
- D-Noiser - Brain 21 something for your mind（kaylab remix）
- D-Noiser - Brain 26 questions non vocal mix
- D-Noiser - Brain 29 demon of the church
- D-Noiser - Brain 30 brain train psycho tb 303 mix
- DJ Robert & Martinez - Electrified[12]
- Felix Da Houcecat - Sequel 2 sub
- Felix Da Houcecat - Silver screen (shower scene)
- Golden Boy - It's good for you to meet people like us
- Golden Boy - Nix
- Jack Henderson - Syntrax
- Kansai - Rococco[13]
- Kinnder - Space station
- Micheal Da Brain - Brain 35 only an illusion
- Misstress Barbara - Never could i have your heart
- Moogroove - Mirage (Satoshi Tomiie Flipped Path)
- Nokternal - Aurora
- Patientozero - Live 135
- Projections - Escaping Sao Paolo
- Subtech - Timeshift
- Thomas Bangalter - Extra dry
- Thomas Bangalter - Outrun
- Thomas Bangalter - Turbo
- Tommy Tee feat. Masta Ace - What is it
- Tony Touch feat. Doo Wop - G'z Up
- Tre Little - Let's go
- Tre Little - Put your top down

## レース内容
3種類のルールでレースは行われる。
- 順番通りに街に配置された通過点を通過し、ライバルより先にゴールする。
- 街に複数配置されたチェックポイント全てに行き、ライバルより先にゴールする（好きな順番で良いが、キャリアモード終盤では敵のレベルも上がるため、勝利できるルートは限られる。特に、Savoのパリ戦ではかなりの難易度を誇る）。
- 警察から逃げ切り、ゴールに向かう（ライバルより後でも良い）。

更にチェックポイント間の通過時間が指定されたものや、チェックポイント通過毎に残り時間がエクステンドされるもの、残り時間が完全に指定されているもの等のルールがある。

## テクニック
- ニトロ - 一定時間車を急加速させる技。車種にもよるが、スタート時は最低1～5個はある（ただしバイク系は空からのスタートである）[14]。スピードリミッターがあるので注意（後述）。バック時に使用すると単にホイルスピンするだけで遅くなる。
- SST - スリップストリームをチャージし、ニトロのような加速をする技。激しいモーションブラーがかかる。ニトロの節約に重宝する。ライバル車の後ろに着くと、空気の流れが白く浮かび上がる。その間はゲージが溜まり、ゲージがMAXになったらニトロボタンを押すと使用可能。自分の後ろに空気の流れが見えた場合はライバル車がチャージ中のため、警戒する必要がある。
- バーンナウト - 停車時にサイドブレーキを引いたままエンジンを吹かすとチャージされ、普通にスタートするよりも速くなる。ただしチャージ時間が長いとダメージレベルが上がっていく。バーンアウト中にステアリングを切るとドーナツターンが出来る（前輪駆動車の場合後輪中心の逆ドーナツになる）。
- 【4輪車】片輪走行 - ウェイトトランスファボタンを押しながら操作。ステアリングを左右どちらかに切ると切った方の2輪を軸に片輪走行する。狭い場所を通る時、渋滞や信号待ちを切り抜ける際に役立つ。片輪走行中無理なコーナリングをすると横転する事がある。
- 【2輪車】体重移動、ウィリー等のアクロバティック走行 - ウェイトトランスファボタンを押しながら操作。ステアリングを切ると体重移動しながら曲がる為旋回半径が小さくなる。また方向キー上で前屈みの姿勢になり加速、方向キー下ウィリー、加速する（約280～300km/h→約330～360km/h）。また減速中に方向キー前でジャックナイフする。ウィリー、ジャックナイフは車速によっては転倒の原因になる。

上の機能はキャリアモードをクリアしていく毎に追加されていく。
- フィッシュテール - ある程度速度が乗った時、サイドブレーキを引いて車体を左右に上手く振らすと、角度が変わる度に急加速する。最大回転数に達してもレブリミッターを無視して加速していくため、Cocotte等の低出力車で全クリすることも可能。ただし、非常に高度なマシンコントロールテクニックを要求される技であり、操作を誤るとスピンしてしまう事もある。
- チートコード使用 - キャリアモード以外のみ(howhardcanitbeなどキャリアモード向けのチートを除く)。チートコードを使うことにより、より有利にプレイ可能となる等の効果がある。正しく入力して決定すると文字が消える。オンラインでは使用不可。

チートコードの例
チートコードセントラル公式サイトにて
- howhardcanitbe* - *には0～9の数字を当てはめる。キャリアモードのレベル変更が可能。数字が大きいほど難しくなる。
- leatherandlace - 警笛でミサイル、ハイビームで連射機能付きのピストルが使用でき、ニトロも無制限となり、車体もダメージを受けなくなる。
- operationdoom - ニトロ無限・無敵がないタイプ。ミサイルが自車付近で爆発すると全壊または大ダメージを受ける。同様に敵車やパトカーをミサイルで撃墜可能。
- starlite - 常時Disruptorアイテムを受けたときと同じ画面になる。非常に見づらく無益な機能。
- tumbler、aquaspark、happyhour等 - 一応決定すると文字が消えるため存在はするが機能は一切不明。

その他多数のコードが存在する。無効にしたい場合はupupdowndownを入力すると全チートが無効になる。

## ダメージレベル解説
- グリーン：ほとんどダメージを受けていない。このレベルならぶつかっても車の破損は起きない。ただし、横転するとルーフとガラスが損傷する。
- イエロー：ダメージが少し大きい。ここから車が破損し始める。
- オレンジ：エンジンなど出力機構にダメージが加わった状態。発煙する。
- レッド：エンジンなど出力機構に深刻なダメージが加わった状態。エンジンルームから出火する。

最大までダメージが加わった状態で弱めのダメージが加わるとエンジンブロー、かなり強い衝撃が加わると大爆発する。ただし、すぐに復活する（警察に追われている状況では、警察車輌が近い時エンジンブロー、大爆発を起こすと、「Arrested（逮捕）」と表示され、無条件に負けとなる。パリではセーヌ川、東京では東京湾に落ちると車が故障し強制的に負けとなりレース終了となる。ただしリスタートは可能）。また、たとえどれだけダメージが蓄積されていようと走行性能に大した影響もないので、障害物に衝突しない限りは走り続けることが可能。

## ゲーム中に登場するアイテム
プレイヤーにとって有利になるもの、敵を不利にするもの、無差別攻撃の3タイプに分かれる。的を不利にするアイテムの場合、獲得後アイテムボタンを押すとアイテムの種類に応じた電撃が発射され、電撃がライバル車に触れると効果を発揮する。一定時間経つと消えてしまうため、攻撃したいライバル車に接近してから発動したほうがいい。通常の視点では自車前方に向かって発射されるが、後方視点時に発動すると自車後方に向かって発射されるため、後ろから迫るライバルへの攻撃も可能。
- +1 Nitro（+1ニトロ）を1個増やす（ストックがMAXの時は獲得されない）。
- Shiled（シールド） - 一定時間シールドを張り、ダメージを喰らわない（防いだダメージが大きいほどシールドが明るく光る）。
- Quad Damege（クワッドダメージ） - 一定時間敵車衝突時に与えるダメージを4倍に高める。
- Pulse（パルス） - 衝撃波を発し、周辺の車を吹き飛ばす。一般車もろとも吹き飛び、高速道路上で使用すると本線上から下へ落とすことも出来る。
- Reverse Steerring（リバースステアリング） - 一定時間ステアリングの左右の機能を交換し、相手に操作ミスをさせる（対人戦では、攻撃時に当然ミスし、人間の順応能力でそれに慣れた直後、解除されミスをするというダブルアタックも可能）。
- Ice（アイス） - 一定時間路面が凍結したかのような挙動にさせる。
- Stop（ストップ） - 一定時間敵車を足止めできる。その間アクセルを踏むとバーンナウトする。ニトロ発動で多少動く事はできる。
- Go（ゴー） - 最初にニトロがあれば1個発動させ、その後一定時間アクセルベタ踏み状態にさせる。コーナー直前で使うとオーバースピードでミスをさせられる。プレイヤーにかけられた場合、高速道路などのコースならしばらくクルーズコントロール代わりに使うという手も。
- Stealth（ステルス） - 一定時間敵車・一般車・破損可能なオブジェクトに当たらない。また相手には影以外何も見えず、警察の追跡も止まる。ステルス機をモチーフにしている。ただし影は残るためオンライン等対人戦ではすぐに見つかってしまう。
- Disruptor（ディスラプター） - 一定時間相手に目眩を起こさせる。PC版でフルスクリーンエフェクトをOFFにすると自分にやられても変化がない。低スペックなCPU・ビデオカードの場合処理落ちが激しいためOFFにした方が良い。

## Midnight Club IIに関するエピソード・小ネタ
- 登場人物のプロフィールや描写にステレオタイプな表現が含まれ（日本のKen'ichi、パリのFaridなど）、批判の的になった。
- オンラインバトルで使用する名前は、あくまでもプレイヤー判別用のためである。ログアウトすれば自由に変更できるため、荒らし的行為を取り締まる事が困難であった。
- ニトロを使用しても249mph（401km/h、実際の表示は402）でスピードリミッターがかかり、それ以上は速度を出せない。高所から落下などして重力加速度がかかっている状態でもその速度で加速が止まる。
- メニュー画面で車を選ぶとその車のエンジン音イメージが鳴るが、その車の性能と一致しなかったりするものもある。また前作のクルマのエンジン音を少々編集して再利用しているものもある[16]。
- 対Maria戦の第2ラウンド等で、スタート前に給油機を壊すなどして自爆すると車体が最大までダメージを被った状態で発進し、更に無敵になる。ただし、その後、バーンナウトを行うと無敵ではなくなる。
- キャリアモード等アーケードモードとは違う交通状況の場合、予期せぬ場所に車が走ってきたりすることがあるが、時折壁を突き抜けて走っていたり、停止距離0で停まったりと妙な動きをする車も存在する。
- 歩行者はプレイヤーのクルマが近づくと驚いたりよけたりするが、なかには道路に飛び出してくる歩行者もいる。また、200km/h以上で走っていると歩行者は、プレイヤーのクルマに反応しない。
- Diceの車の色はレース中は赤色だが挑戦状ビデオの映像では黒になっている。
- キャリアモードやアーケードモードに関係なく、ライバルのクルマと同じクルマに乗ると、ライバルのクルマのボンネットが白になることがある。
- アイテムはパトカーにも効果がある。
- 浅草の雷門の文字が「雲」で「雲門」になっている。
- Demo版ではMonstruoのヘッドライトのテクスチャが抜けていて、ヘッドライトが真っ暗になってしまう。国内ゲームレビューサイトではヘッドライトが真っ黒になっているMonstruoが映ったスクリーンショットが貼ってあるものがほとんど。製品版でも、Jersey XSのレッドを選ぶと、リアが損傷したときのテクスチャがフロントのものになっていたり、イエローを選ぶと最初からフロントバンパーが傷だらけになっていたりするなど（実際公式スクリーンショットには傷だらけのフロントバンパーを付けたJersey XSが走行するものがある）、一部テクスチャのクオリティに問題がある。
- 前作もそうであったがライバル全員には、架空のクルマしか登場しないにもかかわらず、実在するスポンサーがついている（例として、挑戦状ビデオのHaleyのとなりにアルミホイール製造会社のエンケイのロゴが入っている。にここに登場したブランドの多くは後のシリーズでも登場する）。
- PC版では、userdataフォルダにmp3というフォルダをつくり、mp3の音楽ファイルを入れることによりプレイヤーの好きな曲をかけながらレースすることができる（DEMO版でも可能）｡
- 3Dモデルのデータを閲覧すると、未使用の「slf400」という名前の車が入っている（MOD導入によりSLF450xとして使用可能）。
- PC版とそれ以外の機種では火花の描画表現やHUDの表示位置、メニューアイコンなどが違っている。